# Leioproctus acaciae
Leioproctus acaciae is een vliesvleugelig insect uit de familie Colletidae. De wetenschappelijke naam van de soort is voor het eerst geldig gepubliceerd in 1939 door Rayment.